# (80806) 2000 CM105

(80806) 2000 CM105 est un objet transneptunien faisant partie des cubewanos.

## Caractéristiques
(80806) 2000 CM105 mesure environ 124 km de diamètre.

## Orbite
L'orbite de 2000 CM105 possède un demi-grand axe de 42,119 ua et une période orbitale d'environ 273 ans. Son périhélie l'amène à 39,227 ua du Soleil et son aphélie l'en éloigne de 45,012 ua. Il s'agit d'un cubewano.

## Découverte
2000 CM105 a été découvert le 6 février 2000.

## Satellite
Un satellite nommé provisoirement S/2005 (80806) 1 a été découvert en 2005, il ferait environ 94 km de diamètre,.